# シンデレラガール (映画)
『シンデレラガール』は、2023年11月18日に公開された日本映画。監督は緒方貴臣、主演は伊礼姫奈。
「義足は障がいの象徴」とネガティブに捉えていた義足のモデルの女子高生やそのマネージャーが、個性としてポジティブに捉えていくようになるまでの心の変化が描かれる。
また、シンデレラコンプレックスのように、女性の潜在意識にある「依存的願望」を指摘したシンドロームも題材としており、キャッチコピーは、「あなたには魔法も白馬の王子様も必要ない」となっている。

## あらすじ
佐々木音羽は12歳の時に病気で片脚を切断しており、その後も入退院を繰り返していた。中学校の卒業式にも出席できなかった音羽のために、クラスメイトたちがサプライズの卒業式を病院の屋上でしてくれる。
その時の動画がきっかけで音羽にモデルのオファーが舞い込む。義足の女子高校生モデルという特異性で一時的に注目されるが、その後のモデルとしての仕事は義足を隠したものが続いている。
そんな時、音羽のマネージャーの木村唯は、義足のファッションブランドの「義足を障がいの象徴でなく、個性として捉えてほしい」という理念に心を揺さぶられ、音羽とふたりで義足をもっと押し出していこうと決心をする。

## キャスト
佐々木音羽
演 - 伊礼姫奈
義足の女子高校生モデル。12歳の時に病気で片脚を切断し、その後も入退院を繰り返していた。
木村唯
演 - 辻千恵
音羽のマネージャー。
八神桜
演 - 泉マリン
音羽担当の看護師。
内藤重樹
演 - 太田将熙
音羽担当の医師。
佐々木多佳子
演 - 輝有子
音羽の母。
小野朱里
演 - 佐月絵美
音羽の仲良しグループのメンバー。一緒にTikTok動画などを撮影する。
美咲
演 - 三原羽衣
仲良しグループのメンバー。
七海
演 - 田口音羽
仲良しグループのメンバー。
五十嵐衣織
演 - 筒井真理子
ファッションデザイナー。音羽の人生に大きな影響を与える。
その他（役名不詳）
- 山本海里[4]、梶刀織[4]、アライジン[4]、小関翔太[4]、イトウハルヒ[4]、中村颯夢[4]、嶋貫妃夏[4]

## スタッフ
- 監督 - 緒方貴臣
- 脚本 - 脇坂豊、緒方貴臣[5]
- プロデューサー - 榎本桜、緒方貴臣、塩月隆史、杉山晴香、夏原健、森山風歩[5]
- 撮影監督 - 根岸憲一[5]
- 照明 - 佐藤仁
- 録音 - 岸川達也
- MA - 岸川達也
- 美術 - ぐちこ、榎本桜[4]
- スタイリスト - 後原利基
- ヘアメイク - Risa CHINO
- 小道具 - 伊藤由紀
- 編集 - 澤井祐美
- 音楽 - 田中マコト、菱野洋介（WALL）[4]
- 助監督 - 中根克
- 制作 - 杉山晴香、箱田准一、長谷川穣[5]
- 義足監修 - 臼井二美男
- 製作会社 - paranoidkitchen、リアルメーカーズ、ラフター[4]
- 配給 - ミカタ・エンタテイメント[5]
- 製作 -「シンデレラガール」製作委員会[4]